# José Luis Rodríguez García
Pour les articles homonymes, voir José Rodríguez et Rodríguez.
José Luis Rodríguez García est un coureur cycliste espagnol, né le 30 avril 1966 à Madrid. Professionnel de 1989 à 1998, il a remporté le Trophée Castille-et-León en 1991.

## Palmarès
- 1991
  - Trophée Castille-et-León
    - Classement général
    - 2e étape

  - 2e de la Clásica de Alcobendas
  - 2e du championnat d'Espagne sur route
- 1992
  - 2e du Mémorial Manuel Galera
- 1993
  - Trofeo Masferrer
- 1994
  - 3e du Tour d'Aragon
  - 3e du Circuit de Getxo
- 1995
  - 4eb étape du Tour de Burgos
- 1997
  - GP Llodio

## Résultats sur les grands tours

### Tour de France
2 participations
- 1990 : 92e
- 1998 : abandon (16e étape)

### Tour d'Espagne
8 participations
- 1991 : 31e
- 1992 : 89e
- 1993 : 67e
- 1994 : 37e
- 1995 : 68e
- 1996 : 65e
- 1997 : 58e
- 1998 : 64e

### Tour d'Italie
4 participations
- 1989 : abandon
- 1990 : 101e
- 1992 : abandon
- 1995 : abandon